# Josef Anselm Graf Adelmann von Adelmannsfelden
Josef Anselm Patritius Graf Adelmann von Adelmannsfelden Freiherr von Hake (* 4. Oktober 1924 in Köln; † 20. September 2003 in Stuttgart) war ein deutscher katholischer Theologe, Priester, Pfarrer und Schriftsteller.

## Leben
Josef Anselm Graf Adelmann von Adelmannsfelden wurde als Sohn von Gräfin Adelmann von Adelmannsfelden, geborene von Hake, und des promovierten Regierungspräsidenten Sigmund Graf Adelmann von Adelmannsfelden geboren. Zu seinen bekannten Vorfahren gehört der Humanist Bernhard Adelmann von Adelmannsfelden.
Nach einem Jurastudium, einer Zeit als Referendar und einem Studium der katholischen Theologie in Freiburg, Tübingen und München, das er mit dem 1. und 2. Examen abschloss, war er von 1942 bis 1945 Soldat. Er erhielt 1955 die Priesterweihe. 1957 wurde er Pfarrer in Tübingen-Bühl. Gleichzeitig begann er beim damaligen SWF seine Tätigkeit als Radiopfarrer. 1960 wurde er Beauftragter der Katholischen Kirche für den SWF. Später wechselte er zum SDR nach Stuttgart, wo er ab 1973 Rundfunkpfarrer war. Von 1960 bis 1962 wirkte er auch als Studentpfarrer in Tübingen, von 1962 bis 1973 als Pfarrer in Tübingen.
Im Jahr 1973 wurde er Rundfunkbeauftragter der Diözese Rottenburg-Stuttgart. Dieses Amt hatte er bis zu seiner Pensionierung 1994 inne. Auch danach und nach der Fusion der beiden Sender zum SWR war er in den Radioprogrammen dieser Sender tätig. Insbesondere sprach er regelmäßig das morgens ausgestrahlte Geistliche Wort, häufig auch live aus dem Sendestudio. Insgesamt war der unter dem einfachen Namen Josef Anselm Adelmann auftretende Geistliche mehr als 40 Jahre im Rundfunk tätig.
Sein persönliches Interesse galt daneben der Kunst. So war er seit 1978 Vorsitzender des Kunstvereins der Diözese. Darüber hinaus gab er zahlreiche Kunstbände heraus.

## Auszeichnungen
Für seine Verdienste wurde Josef Adelmann 1983 der päpstliche Ehrentitel Monsignore verliehen. Zudem war er Träger des Bundesverdienstkreuzes am Bande.

## Veröffentlichungen
- Der barocke Altar als Bedeutungsträger von Theologie und Frömmigkeit. In: Albert Knoepfli (Hrsg.): Der Altar des 18. Jahrhunderts (= Forschungen und Berichte der Bau- und Kunstdenkmalpflege in Baden-Württemberg, Bd. 5). Deutscher Kunstverlag, München/Berlin 1978, S. 84–124, ISBN 3-422-00690-7.
- Aus ganzem Herzen hoffen. Ein Lesebuch für Christen. Herder, Freiburg/Br. 1981, ISBN 3-451-19191-1.
- Mehr Freude. Von lächelnden Heiligen und fröhlichen Christen. Herder, Freiburg/Br. 1984, ISBN 3-451-20052-X.
- Atemholen bei lieben Gott. 3. Aufl. Herder, Freiburg/Br. 1986, ISBN 3-451-07917-8.
- Gottes Sonne. 1 x täglich; 50 Starthilfen in den Tag. 8. Aufl. Herder, Freiburg/Br. 1986, ISBN 3-451-07603-9.
- Wenn ich den Regenbogen sehe. Zeichen der Zuversicht. Herder, Freiburg/Br. 1986, ISBN 3-451-08290-X.
- Vitamine fürs Herz. 50 Starthilfen in den Tag. Herder, Freiburg/Br. 1988, ISBN 3-451-21311-7.
- (mit Alfons Rudolph): Schwäbische Barockkrippen. 2. Aufl. Theiss, Stuttgart 1989, ISBN 3-8062-0815-8.
- Im Vorzimmer des Tages. 50 x geistlicher Zuspruch am Morgen. Herder, Freiburg/Br. 1990, ISBN 3-451-08682-4.
- Rottenburger Krippen. In: Der Sülchgau, Bd. 51 (2007), S. 126–151.